# Bernhard Eckstein

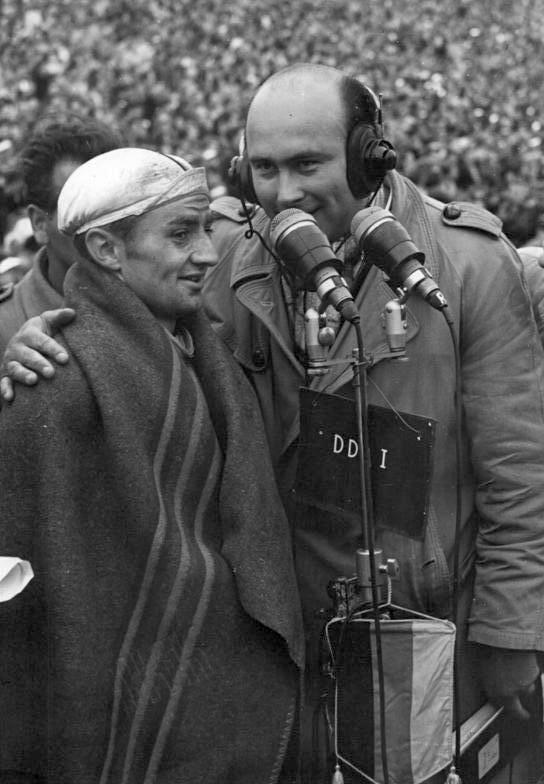
Bernhard Eckstein im Gespräch mit dem Sportreporter Heinz Florian Oertel, 1959

Bernhard Eckstein (* 21. August 1935 in Zwochau (bei Röcknitz); † 10. November 2017 in Leipzig) war ein deutscher Radrennfahrer, der in der DDR aktiv war. Er wurde 1960 Weltmeister im Straßenrennen der Amateure auf dem Sachsenring.

## Leben
Eckstein wurde in Zwochau bei Röcknitz in der Amtshauptmannschaft Grimma geboren. Er erlernte den Beruf des Drehers und beendete später ein Sportstudium an der Deutschen Hochschule für Körperkultur in Leipzig.
Nach Beendigung seiner Radsport-Laufbahn betätigte sich Eckstein als Pressefotograf beim SED-Presseorgan Neues Deutschland und begleitete bis 1990 auch die Friedensfahrt. Er starb im November 2017 im Alter von 82 Jahren.

## Sportliche Laufbahn
Eckstein fuhr ab 1953 ausschließlich Straßenrennen, zunächst als Tourenfahrer bei der BSG Fortschritt Naunhof. Der ehemalige Radprofi Richard Huschke entdeckte sein Talent und Eckstein fuhr von 1955 bis 1957 für die BSG Fortschritt Lichtenstein, wo Huschke als Trainer tätig war. Bis 1957 erzielte er nur unbedeutende Erfolge und erregte erst 1957 mit einem fünften Platz bei der DDR-Rundfahrt und einem Etappensieg größere Aufmerksamkeit. In diesem Jahr belegte er auch den ersten Platz in der Jahrespunktwertung aller Fahrer der Sportgemeinschaften, in denen der Radsport außerhalb des staatlich geförderten Leistungssports organisiert war (den Betriebssportgemeinschaften bzw. kurz BSG). Im Oktober 1957 wechselte er zu einem geförderten Sportclub, dem SC Wissenschaft DHfK Leipzig, wo er von Herbert Weisbrod bzw. Werner Schiffner trainiert wurde. Durch seine körperlichen Voraussetzungen (er war 163 cm groß und wog damals 58 kg) wollte seine Trainer ihn zum Bergspezialisten ausbilden. 1958 gelang ihm der Durchbruch zur landesweiten Spitze mit der DDR-Meisterschaft im 100-km-Mannschaftszeitfahren und einem zweiten Platz im Einzel-Straßenrennen. In der letzteren Disziplin kam Eckstein auch bei den DDR-Meisterschaften 1959, 1960, 1961 und 1963 auf den zweiten Platz. Die DDR-Rundfahrt 1958 beendete er als Gesamtvierter mit einem Etappensieg.
1959 gehörte Eckstein, längst Staatsamateur, zum ersten Mal zum Aufgebot der DDR für die Internationale Friedensfahrt. Bei seinem Debüt erreichte er in der Schlusswertung Platz 13. Zudem gewann er den Großen Preis von Aachen. 1960 gehörte er der siegreichen DDR-Mannschaft an und wurde in der Gesamtwertung Achter. Sein bestes Friedensfahrtergebnis erzielte er dann 1961 mit dem dritten Platz, als er zweimal Etappenzweiter hinter Gesamtsieger Melichow werden konnte. Bei seiner vierten und letzten Teilnahme musste er 1962 nach der neunten Etappe aufgeben.
Ecksteins größter Erfolg war der Gewinn der Amateur-Weltmeisterschaft 1960 auf dem heimischen Sachsenring. Er profitierte dabei von der taktischen Konstellation und dem Verhalten seines Mannschaftskollegen Täve Schur, der 1958 und 1959 Amateurweltmeister geworden war: Eckstein setzte sich aus einer Dreiergruppe mit dem Titelverteidiger und dem Belgier Willy Vanden Berghen ab. Der Belgier zögerte und blieb bei Schur, da er davon ausging, dass sich Eckstein als Helfer von Schur dessen drittem Sieg unterordnen würde. Er, der darauf setzte, dass er Schur, an dessen Hinterrad er das ganze Rennen über förmlich klebte und in dessen Windschatten er die ganze Zeit fuhr, im Schlussspurt würde übertrumpfen können, erkannte nicht, dass Schur bereit war, auf den Titel zu verzichten, wenn er so seinem Land den Erfolg sichern konnte. Schur nahm die Verfolgung von Eckstein nicht auf und bremste damit den Belgier aus, der weiterhin bei ihm blieb, um rechtzeitig seinen Antritt zum Endspurt starten zu können. Schur hatte großen Respekt vor dem Belgier und schloss deshalb nicht aus, dass er ihm im Spurt unterliegen würde können. Der Belgier erkannte zu spät, dass der Titelverteidiger gar keinen Versuch unternehmen würde, seinen Mannschaftskameraden noch einzuholen. Eckstein gewann durch diesen Verzicht Schurs das Rennen mit sieben Sekunden Vorsprung vor Schur, der den Sprint gegen den Belgier für sich entschied. Schur, der als Sieger der letzten beiden WM-Austragungen als Top-Favorit gehandelt worden war, wurde, auch geprägt durch die Berichterstattung der Medien, zum eigentlichen Helden des Rennens, noch vor dem Sieger Eckstein. Der Ausgang wurde unter anderem als „taktisch großartigste Leistung in der bisherigen Geschichte des Radsports“ (Leipziger Volkszeitung vom 14. August 1960) beschrieben.
Nach seinem WM-Erfolg startete Eckstein mit der Gesamtdeutschen Olympiamannschaft bei den Olympischen Spielen 1960 in Rom. Der DDR-Radsport-Verband stellte die Straßenfahrer und Eckstein kam bei Einzelrennen unter 76 gewerteten Fahrern auf den 22. Platz. Nachdem er 1960 das britische Amateurrennen Isle of Man International (auch Manx Trophy), das damals das bedeutendste internationale Amateurrennen in Großbritannien war, gewonnen hatte, konnte er sich 1961 wieder an der Amateur-Weltmeisterschaft in Bern beteiligen, landete aber als Titelverteidiger als bester DDR-Fahrer nur auf dem 14. Platz. Anschließend wurden ihm wegen der Visaverweigerung für DDR-Sportler durch das Allied Travel Office im Zusammenhang mit dem Mauerbau weitere Teilnahmen an den Weltmeisterschaften bis 1964 unmöglich gemacht. 1961 konnte er den renommierten Tribüne Bergpreis und das international hochrangig besetzte Rennen um den Großen Preis des Deutschen Sportecho erringen. Bei der Österreich-Rundfahrt 1963 war er Kapitän der DDR-Mannschaft und belegte beim Zwei-Etappen-Rennen Wien-Rabenstein-Gresten-Wien 1964 als bester Ausländer den dritten Platz. In der Jugoslawien-Rundfahrt 1964 holte er zwei Etappensiege. 1965 wurde er Neunter im Gesamtklassement der Österreich-Rundfahrt und Zweiter bei der DDR-Rundfahrt hinter Axel Peschel. Seinen letzten beachtenswerten Sieg errang Eckstein 1966 beim Eintagesrennen Rund um die Braunkohle und wurde daraufhin zum fünften Mal nach 1959, 1960, 1961 und 1965 bei der Straßenweltmeisterschaft auf dem Nürburgring eingesetzt, wo er sich als 59. platzierte. Im Frühjahr 1966 hatte er die Oder-Rundfahrt gewonnen. Es war der einzige Gesamtsieg in einem Etappenrennen in seiner Laufbahn.
1960 wurde Eckstein für den Gewinn des Weltmeistertitels mit dem Vaterländischen Verdienstorden in Bronze ausgezeichnet.